# Битка код Дирахија
Битка код Дирахија одиграла се 10. јула 48. пре Христовог рођења код Дирахија (Драча) за време Цезаровога грађанскога рата између Цезара и Помпеја. Цезар је покушао да опколи и уништи бројчано надмоћне Помејеве снаге код Дирахија, који је представљао Помпејево главно упориште. Помпеј је победио Цезарову војску, која се онда повукла у Тесалију, где се месец дана касније одвијала одлучујућа битка код Фарсала.

## Прелазак Цезара на Балкан и почетне операције
Цезар је намеравао да се сукоби са Помпејем на Балкану. Пролаз преко Илирика био је спор и опасан, а омогућио би Помпејуа пређе преко Јадранскога мора и нападне Рим. Једино што му је преостало било је да војску транспортним бродовима пребаци преко мора. Иако се од Брундизија до Епира по повољном ветру могло да се стигне за 12 до 15 часова ипак за зимски период године био је то ризичан пут. Било је опасно да се путује ноћу, а дању је било далеко опасније, јер је Помпејева флота била далеко надмоћнија. Када је стигао у Брундизиј Цезар је затекао веома мало транспортних бродова и недовољно складишта. Наредио је да се лични пртљаг или робови не превозе. Имао је довољно бродова за седам некомплетних легија од око 15.000 војника и 600 коњаника. Цезарова флота запловила је 4. јануара по римском календару ~ 6. новембра по савременом календару. Стигли су током следећега јутра у Епир, код Палесте, јужније од очекиванога места. Главна републиканска флота од 110 бродова крај Корфуа под командом Марка Калпурнија Бибула била је затечена. Ипак успели су да пресретну 30 Цезарових транспортних бродова и да их спале.

Цезар је након искрцавања код Пелесте своју војску повео на Орик и Аполонију, које је на препад без крви заузео. У то време Помпеј се са војском кретао преко Кандавијских планина крај Охридскога језера на око 100 km од обале и ту је чуо за Цезарово искрцавање. Убрзаним маршем пожурио је према Дирахију, да га Цезар не заузме. Одсекао је Цезара сабивши га код Аспаргија. Цезар је остао са јужне стране реке Апс ~ Семени, а Помпеј је направио логор на северној обали реке. Помпеј је покушао да Цезара изазове у битку, али након урушавања једнога моста обе стране у дуго остале на истом.

Марко Антоније је након неколико неуспешних покушаја тек 10. априла успео да пробије блокаду. Међутим јак ветар је Антонијеву флоту одувао доста северније, тако да се искрцао код Лиса ~ Љеша са 4 легије и 800 коњаника. Помпеј је био преспор да би спречио спајање те две војске. Цезар је након доласка појачања имао на располагању моћну војску. Имао је још увек мање војника, али његови легионари ветерани су били много бољи. Помпеј је располагао са много више коњице. Доласком нове војске проблеми снабдевања су се појачали. Међутим долазак појачања омогућио је да један део војске пошаље као заштиту својим савезницима у Тесалији и Македонији.

## Грађење утврђених линија
Цезар је Помпеју понудио битку, али Помпеј је одбио уверен да ће Цезарова војска да слаби због недостатка хране. Цезар је онда покушао да освоји Помпејеву главну базу за снабдевање у Дирахијуму, али иако је успео да дође пре Помпеја није успео да заузме град. У Дирахију је била сва Помпејева ратна опрема, стреле, оружје и бацачи. Цезар је онда успоставио логор између Дирахијума и Помпејеве војске. Помпеј је заузео положај на брду Петри, које се налазило изнад залива и имало је приступ мору и на тај начин снабдевању из Дирахијума. Преко мора је могао да одржава везу и са осталим снагама, а стизало му је преко мора жито чак из Азије. Цезаров логор се налазио на узвишењима, а војска му се ослањала на храну, коју би могла да сакупи на околном простору. Цезар је одлучио да изгради утврђену линију на брежуљцима, да би заштитио јединице за снабдевање, али и да би спречио Помпејеве снаге да допремају крму за коњицу и стоку. Цезар је поред тога желио да окрњи Помпејев углед код других пошто је Помпеј одбијао битку. Помпеј је онда почео да гради властиту утврђену линију насупрот Цезарове. Помпејева утврђена линија је била дугачака око 24 km и била је утврђена са 24 утврђења. На целом том простору Помпејева војска је могла да скупља крму. Пошто је Цезарова линија била ван Помпејеве требало је да буде дужа, да би обухватила Помпејеву линију. На узвишењима долазило је до чарки и окршаја, а једном су се делови IX легије повукли са положаја где су били превише изложени стрелцима и праћкашима.

## Логистички проблеми обе војске
Цезарова војска је оскудевала у храни, поготово што је зими било теже наћи храну. Још су некако долазило до стоке, али жита су имали јако мало и то само нешто мало јечма. Користили су корење неке биљке да би од ње и млека правили хлеб. С друге стране Помпејева војска је имала хране у изобиљу. Цезарова војска је имала довољно воде, а поред тога скренули су потоке, тако да су Помпејеву војску лишили воде, коју су онда деломично надокнадили копањем бунара. Помпејева војска је била сконцентрисана на уском простору, а било је ту и доста животиња, за које је требало доста воде и сточне хране. Приоритет је био да се хране и напајају коњи, а теглећа стока је или убијана или остављана да крепа. У пренатрпаним логорима појавиле су се и болести. Обе стране су трпиле током обостране опсаде, али ниједна страна није била спремна да се повуче. Пролазиле су седмице и усеви су почели да дозревају, што је охрабривало Цезарову војску. Цезар је наставио са градњом утврђене линије надајући се да ће успети да потпуно опколи Помпејеву војску и присили Помпеја да или бежи преко мора или се пробија кроз Цезарову линију. Наставиле су се чарке између две војске. Помпејеви стрелци и праћкаши би гађали крај Цезарових ватри, па су Цезарову војску натерали да се смрзава даље од ватри. Цезар је онда продужавао своју утврђену линију, са циљем да блокира два приступа до Дирахијума, а Помпеј је морем послао коњицу до близу града.

## Цезаров напад на Дирахиј
Цезар је поверовао одређеним људима унутар Дирахијума, који су га уверавали да ће му предати град, па се ноћу 1. јула са војском приближио граду, али изненада је нападнут са више страна и једва се спасио. Док је Цезар покушавао да се извуче из клопке Помпеј је започео велики напад на три различите тачке Цезарове утврђене линије. Док је Цезар нападао Дирахиј Публије Корнелије Сула је командовао остатком снага и успео је довођењем две легије одбије важан напад Помпејеве војске на једну од најбитнијих кота. У једном сектору три кохорте IX легије успеле су да задрже целу легију, која је наступала уз подршку много стрелаца и праћкаша. Међутим готово сви војници три кохорте били су рањени у том окршају. Ипак Помпеј није успео да пробије Цезарову линију, а према Цезаровим тврдњама погинуло је 2.000 Помпејевих војника. Помпејева војска је након тога неколико дана учвршћивала слабе тачке. Цезар би свако јутро изводио војску за битку, па је и Помпеј био присиљен да изводи војску испред утврђења. Ипак Цезар није наређивао напад, јер је нагиб терена одговарао Помпеју.

## Помпеј пробија Цезареву линију и његова тактичка победа
Неколико дана касније код Помпеја су пребегла два Гала Алоброга који су командовали Цезаровом галском коњицом. Помпеја су информисали о слабим местима Цезарове обране. Најважнија информација је била да на јужном крилу Цезарове линије најдаље од његова логора линија није била комплетирана. Дупла утврђена линија је спроведена до мора. Међутим две утврде нису биле повезане попречним насипом према мору, које је Цезар планирао да направи, али није стигао. Два пребега Алоброга су о томе информисали Помпеја. Помпеј је 9. јула послао шест легија на јужни крај своје линије и под заштитом ноћи напао Цезарову унутрашњу линију. На лађама је био огроман број стрелаца и праћкаша, који су паљбом покривали напад. Део Помпејеве војске се искрцао иза спољње линије, а други део између две линије. Веома брзо нападом спреда, одострага и са бокова Помпејева војска је потиснула Цезарову војску са тих утврда. Марко Антоније је са 12 кохорти дошао у помоћ и успео је да након губитка дела утврђења стабилизира ситуацију и спречи општи бег.

Пошто је освојио јужно крило Цезарове линије Помпеј је ту заузео стари логор између Цезарове и своје линије, а почео је и да успоставља нови логор ван Цезарове спољње линије, да осигура слободан пролаз. Цезар није био спреман да прихвати да му је пропала стратегија блокаде Помпејевих снага. Одлучио је да све своје резерве, тј око 33 кохорте поведе у две колоне у напад на стари логор, где се налазила једна Помпејева легија. Лева колона је успела да заузме логор, а десна колона је напала и развалила утврде према реци. Помпеј је у међувремену окупио пет легија и послао их у помоћ опкољеној легији. Послао је и коњицу. Десна Цезарова колона покушала је да се повлачи, али због заглављивања избила је паника, која се проширила и на леву колону. Војска на левој колони препала се да ће након распада десне колоне да буде опкољена у теснацу утврђења, па је уследио општи бег. Цезар је у тој бици изгубио чак 32 центуриона. Цезар је након пораза одлучио да се повуче у унутрашњост. Кренуо је према Тесалији, где је месец дана касније дошло до одлучне битке код Фарсала.